# Стівен Бредбері
Стівен Бредбері (англ. Steven Bradbury; нар. 14 жовтня 1973) — австралійський ковзаняр, спеціаліст з бігу на короткій доріжці, олімпійський чемпіон та медаліст, чемпіон світу та призер чемпіонатів світу. 
Золоту олімпійську медаль та звання олімпійського чемпіона Бредбері сенсаційно виборов на Олімпіаді 2002 року в Солт-Лейк-Сіті на дистанції 1000 м. Ця медаль була першою золотою медаллю представника не тільки Австралії, а й усієї південної півкулі на зимових Олімпійських іграх.  
Перемога Бредбері була надзвичайним подарунком долі. Уже у чвертьфіналі він біг разом з Аполо Ентоном Оно та Марком Ганьоном і фінішував третім. У півфінал він пройшов завдяки дискваліфікації Ганьона за блокування. Надалі, відчуваючи, що він старий у порівнянні зі своїми супротивниками, Бредбері вирішив триматися ззаду, сподіваючись, що хтось упаде. У півфіналі впали всі три його супротивники, і Бредбері посів перше місце. У фіналі він відставав до останнього повороту на 15 метрів. А на останньому повороті впали всі 4 інші фіналісти. Ошалілий Бредбері фінішував першим.  
Раніше, на  Олімпіаді 1994 року, що проходила в Ліллегаммері, Бредбері отримав бронзову медаль разом із товаришами з австралійської команди в естафеті на 5000 м. 
В доробку Бредбері три медалі чемпіонатів світу, включно з золотою, здобуті в естафетах. Спортсмен завершив кар'єру після Солт-Лейк-Сіті й далі зайнявся мотоспортом. 
В Австралії Бредбері став народним героєм. Фраза «зробити Бредбері» означає в австралійців неочікуваний успіх. Уже через кілька днів після золотого олімпійського тріумфу пошта Австралії випустила марку із зображенням спортсмена. У 2007 році Бредбері був нагороджений медаллю Ордену Австралії й зачислений до Зали слави австралійського спорту.

## Зовнішні посилання
- Досьє на sports-reference.com

## Виноски
1. ↑  Australia win first ever gold. BBC. 17 лютого 2002. Процитовано 12 січня 2014.
2. ↑  Australia win first ever gold. BBC Sport. British Broadcasting Corporation. 17 лютого 2002. Процитовано 21 липня 2009.
3. ↑  Australia salutes Bradbury. BBC Sport. British Broadcasting Corporation. 18 лютого 2002. Процитовано 21 липня 2009.
4. ↑  Lillehammer 1994 Official Report - Volume 3 (PDF). Lillehammer Olympic Organizing Committee. LA84 Foundation. 1994. Процитовано 16 січня 2014.